# Pont du Portage

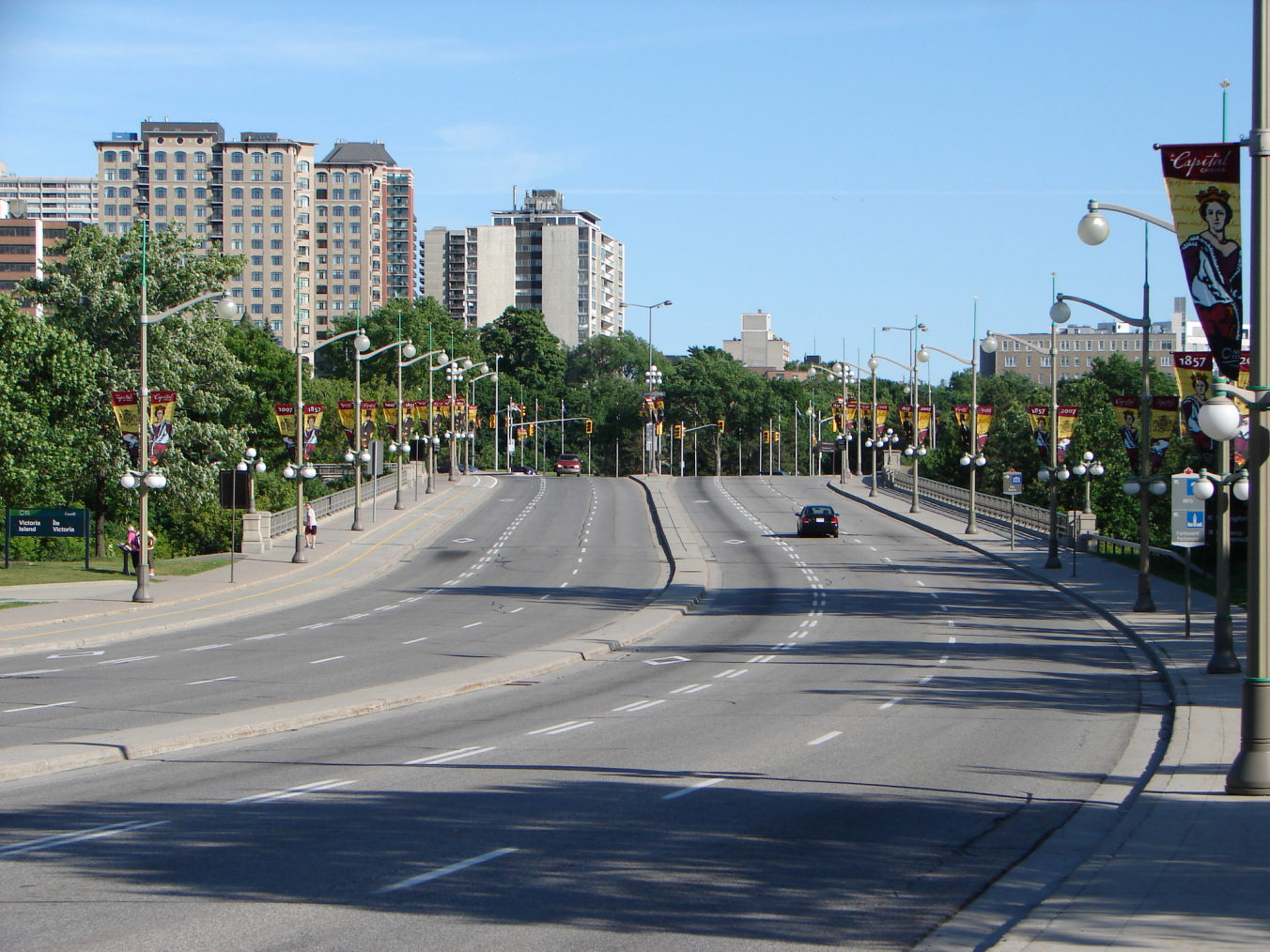
Le pont du Portage.

Le Pont du Portage (anglais : Portage Bridge) est un pont qui traverse la rivière des Outaouais un peu en aval du pont de la Chaudière, reliant les villes de Gatineau, au Québec et la capitale canadienne d'Ottawa, en Ontario. 
Le pont relie la rue Laurier et le boul. Alexandre-Taché du secteur Hull de la ville de Gatineau et la rue Wellington, au jardin des Provinces et Territoires, dans la ville Ottawa, en passant par l'île Victoria.
Le pont a été construit par la Commission de la capitale nationale et ouvert à la circulation en 1973. Le pont tient son nom du sentier historique du Portage, qui transitaient par les chute des Chaudières pour se terminer à l'emplacement actuel du pont.